# Plumbikon

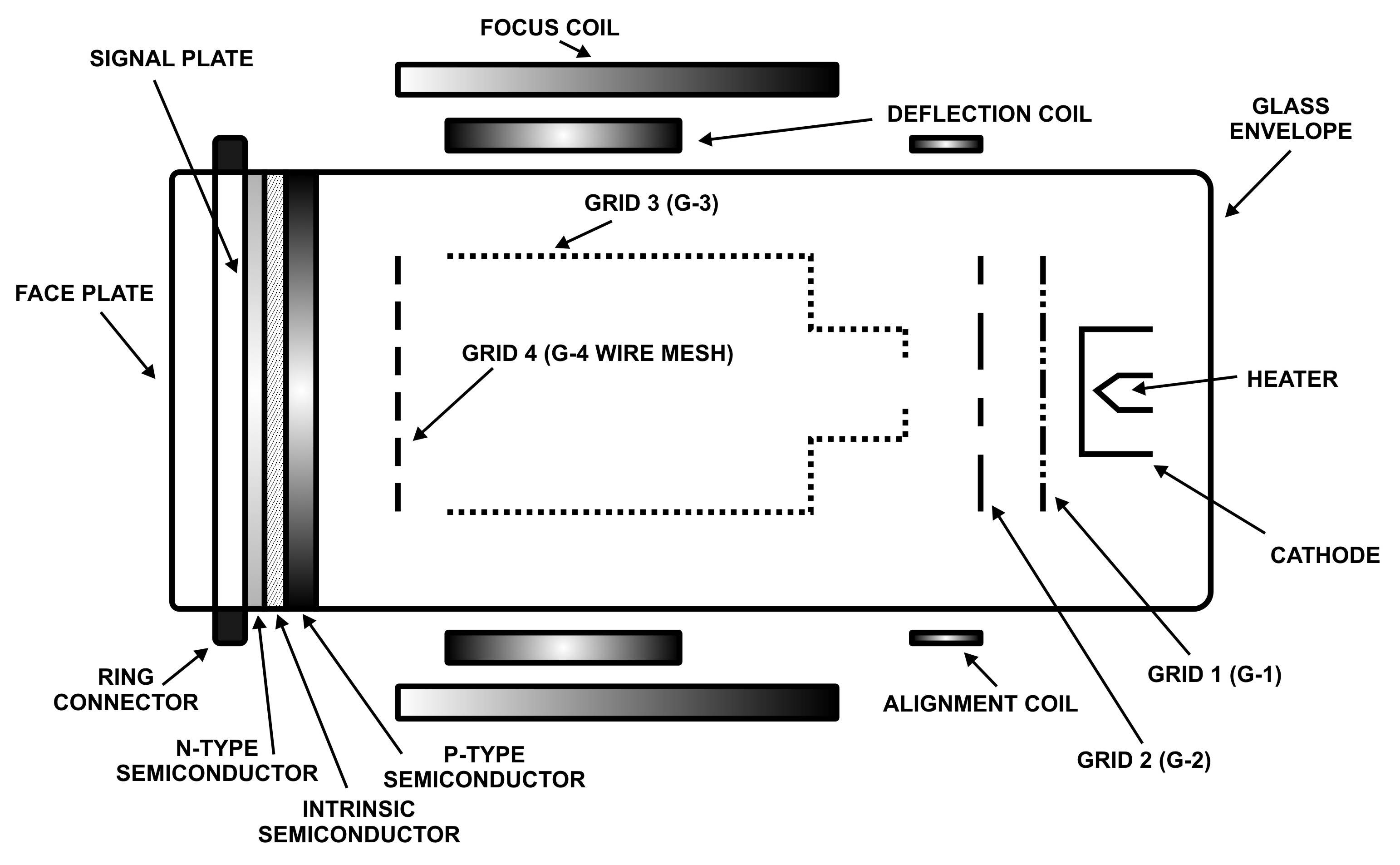
Schemat lampy typu plumbikon

Plumbikon – rodzaj widikonu, wprowadzony do produkcji przez Philipsa w 1960, w którym światłoczułą warstwę stanowi tlenek ołowiu. Dzięki temu bezwładność widikonu jest bardzo mała (brak rozmazywania ruchomych obrazów). Plumbikon ma też dobrą czułość, rzędu 10 lx.
Obecnie plumbikony są rzadko stosowane, wyparły je przetworniki CCD.
Warstwę światłoczułą uzyskiwano nanosząc na płytę szklaną warstwę tlenku cyny a na nią warstwę tlenku ołowiu. W wyniku tego procesu powstaje struktura PIN, tlenek cyny staje się półprzewodnikiem typu n, w tlenku ołowiu w na styku z tlenkiem cyny powstaje warstwa zubożona w tlen będąca izolatorem, z drugiej strony warstwa tlenku ołowiu staje się warstwą typu p. Światło padając na warstwę n wzbudza w niej elektrony, wzbudzone elektrony przepływają przez warstwę izolującą do warstwy p, elektryzując ją. Odczyt następuje przez przemiatanie.